# San Claudio (La Coruña)
San Claudio (llamada oficialmente Santa María de San Claudio) es una parroquia española del municipio de Ortigueira, en la provincia de La Coruña, Galicia.

## Entidades de población
Entidades de población que forman parte de la parroquia:
- A Armada de Baixo (A Armada de Abaixo)
- A Armada de Riba (A Armada de Riba)
- Abeleira
- A Insuela
- Alvariños
- A Nogueira
- A Rocha
- As Teixoeiras
- A Torre
- A Tronqueira
- A Venta (A Venda)
- A Viña da Cruz
- Axilde
- Barreiros (Os Barreiros)
- Bodeguiña[4] (A Bodeguiña)
- Caioga (A Caioga)
- Capilla[5] (A Capela)
- Carballo de Boi
- Casa da Horta[6] (A Casa da Horta)
- Casanova de Arriba[7] (A Casanova de Arriba)
- Castro[8] (O Castro)
- Cereixal[9] (O Cereixal)
- Chaelo (O Chaelo)
- Curro[10] (O Curro)
- Escola[11] (A Escola)
- Feira[12] (A Feira)
- Figueira[13] (A Figueira)
- Fonte[14] (A Fonte)
- Goimel
- Grañeiro[15] (O Grañeiro)
- Inxertos (Enxertos)
- Lagar do Ramil[16] (O Lagar)
- Lagarnovo (O Lagar Novo)
- Lastigueira
- Medrosa[17] (A Medrosa)
- Mouriños
- O Carbal
- O Coto
- O Cristo
- O Escorial
- O Faxín de Baixo (Faxín de Abaixo)
- O Faxín de Riba (Faxín de Arriba)
- O Faxín do Medio (Faxín do Medio)
- O Francés de Baixo (Francés de Abaixo)
- O Francés de Riba (Francés de Arriba)
- O Graivo
- O Hospital
- O Monte
- O Río
- Orxado[18] (O Orxado)
- Outeiro[19] (O Outeiro)
- Ovella[20] (A Ovella)
- O Seixo
- O Sisto
- O Souto Calvo (Souto Calvo)
- Palmarios (Os Palmarios)
- Paxaro[21] (O Paxaro)
- Pousada.[22] En el INE aparece A Pousada.
- Promadelos
- Regueiro
- Ribados
- Riega (A Rega)
- Río de Agüeiro (Río de Augueiro)
- Roibás
- Santa María
- Soutrandé
- Tras do Río
- Trestemil
- Vilarmor
- Xestal (O Xestal)

## Despoblados
- Campo do Souto[23] (O Campo do Souto)
- O Camiño Grande
- O Plantío de Baixo (O Plantío de Abaixo)
- O Plantío de Riba (O Plantío de Arriba)

## Demografía
| Gráfica de evolución demográfica de San Claudio entre 2000 y 2020 |
|                                                                   |
| Datos según el nomenclátor publicado por el INE.                  |